# Skunkworks
Skunkworks è il terzo album in studio del cantante Bruce Dickinson, pubblicato nel 1996 dalla Castle Communications/Sanctuary Records.

## Il disco
Dopo la sfortunata parentesi dell'album Balls to Picasso, il cantante inglese decide di assemblare una nuova band talentuosa e motivata formata da musicisti di qualche anno più giovani: entrano così nel gruppo il chitarrista Alex Dickson, il bassista Chris Dale e il batterista Alessandro Elena che lo accompagnano già durante il tour dell'album precedente e nel live Alive in Studio A.
Inizialmente Bruce intendeva per Skunkworks anche il nome della sua nuova giovane band, per la quale desiderava un sound molto diverso dai suoi precedenti lavori: canzoni relativamente brevi (durata media 3 minuti), testi ridotti a poche strofe ed assoli di chitarra ridotti al minimo integrati nella struttura dei brani.
Con queste caratteristiche, la band non riesce ovviamente a conquistare i fans storici del cantante anche perché le esigenze di mercato richiedevano in quel periodo perlopiù temi come la difesa dall'oppressione (vedi band come Hole, Rage Against the Machine, Manic Street Preachers e White Zombie). Nonostante le positive recensioni, Skunkworks rimase lontano 20 posizioni dal precedente lavoro da solista di Bruce e non raggiunge ottimi risvolti sul mercato (alcuni sottolineano il fatto che l'album poteva essere facilmente ascoltato e gradito più da fans degli Smashing Pumpkins che da quelli degli Iron Maiden).
L'album, invece, rappresenta l'episodio più originale di tutta la carriera di Dickinson ed alterna brani potenti e grintosi come Back from the Edge, Inertia e Innerspace ad episodi hard rock come Faith e Strange Death in Paradise, passando anche per lavori poco originali come Dreamstate e I Will not Accept the Truth e ballate orecchiabili come Octavia.
Nel 2005 Skunkworks, assieme a tutta la produzione di Dickinson, è stato rimasterizzato in occasione dell'uscita di Tyranny of Souls ed integrato di un bonus CD contenente tutte le b-side inserite nel singolo Back from the Edge più l'EP Skunkworks EP Live.

## Tracce

### Original Album
1. Space Race - 3:48
2. Back From The Edge - 4:16
3. Inertia - 3:03
4. Faith - 3:34
5. Solar Confinement - 3:19
6. Dreamstate - 3:49
7. I Will Not Accept The Truth - 3:44
8. Inside The Machine - 3:27
9. Headswitch - 2:13
10. Meltdown - 4:34
11. Octavia - 3:14
12. Innerspace - 3:31
13. Strange Death In Paradise - 4:52

Tutti i testi sono di Bruce Dickinson; le musiche di Alex Dickson; la musica di Innerspace è di Alex Dickson e di Chris Dale.

### Bonus CD
1. I'm In A Band With An Italian Drummer - 3:53
2. Rescue Day - 4:09
3. God's Not Coming Back - 2:16
4. Armchair Hero - 2:42
5. R 101 - 2:06
6. Re-entry - 4:05
7. Americans Are Behind - 2:51

Skunkworks EP Live:
1. 8. Inertia - 3:53
2. 9. Faith - 3:23
3. 10. Innerspace - 4:29
4. 11. The Prisoner - 5:44

Tutti i testi sono di Bruce Dickinson e le musiche di Alex Dickson; la musica di Innerspace è di Alex Dickson e di Chris Dale; testo e musica di I'm In A Band With An Italian Drummer e Americans Are Behind sono di Chris Dale; il testo di The Prisoner (cover degli Iron Maiden) è di Steve Harris e la musica di Adrian Smith.

## Singoli
- Back from the Edge CD1 (b sides: Resque Day, God's not Coming Back, Armchair Hero)
- Back from the Edge CD2 (b sides: R 101, Re-Entry, Americans are Behind)
- Back from the Edge 7"vinile (b side: I'm in a Band with an Italian Drummer)
- Solar Confinement (b side: Inside the Machine)

## Video
- Back From the Edge
- Inertia

## Formazione
- Bruce Dickinson - voce
- Alex Dickson - chitarra
- Chris Dale - basso
- Alessandro Elena - batteria

## Curiosità
Prima della realizzazione dell'album, Bruce Dickinson decise di cambiare radicalmente la sua immagine, ancora troppo legata al passato, accorciandosi i capelli e cambiando taglio. Così appariva ancora al momento della riunione con i Maiden, e così è rimasto fino all' uscita di Senjutsu degli Iron Maiden